# Giannetto Dini
Giannetto Dini (Macerata Feltria, 1º novembre 1926 – Massa Lombarda, 1º aprile 1944) è stato un antifascista e partigiano italiano, martire della libertà fucilato dai nazisti.

## Biografia
Catturato dopo un aspro e lungo combattimento, il 19 marzo 1944, da un gruppo di fascisti e tedeschi nella zona di Montesoffio, presso Urbino, assieme al compagno Nando Salvalai solo dopo aver terminato le munizioni.
Viene dapprima condotto nelle carceri di Pesaro, quindi tradotto a Forlì, dove la madre ottiene la possibilità di visitarlo. Trasferito nel ravennate all’insaputa dei familiari, viene fucilato dai tedeschi con il Salvalai, a soli 17 anni, presso il campo sportivo di Massa Lombarda, il 1º aprile 1944.

## Riconoscimenti
La città di Urbino ha intitolato a lui una via, nella zona dei nuovi insediamenti extra muros.